# Historisches Gemeindeverzeichnis (Bayern)
Das Historische Gemeindeverzeichnis wurde vom Bayerischen Statistischen Landesamt 1954 herausgegeben. Der vollständige Titel lautet: „Historisches Gemeindeverzeichnis. Die Einwohnerzahlen der Gemeinden Bayerns in der Zeit von 1840 bis 1952, Heft 192 der Beiträge zur Statistik Bayerns.“

## Werkbeschreibung
Das Werk fasst die Einwohnerzahlen für den Zeitraum von 1840 bis 1952 für Bayern, den Regierungsbezirken, den Landkreisen bzw. kreisfreien Städten und den Gemeinden bzw. gemeindefreien Gebieten zusammen. An Quellen wurden die bis dahin erschienenen Amtlichen Gemeindeverzeichnisse für Bayern benutzt, die ihrerseits auf Volkszählungsergebnisse beruhen (1855, 1861, 1867, 1871, 1875, 1880, 1885, 1900, 1905, 1910, 1919, 1925, 1933, 1939, 1946, 1950). Ergänzt werden die Angaben durch die „Kataster der Ortschaften, der Bevölkerung und der Gebäude“, die 1840 und 1852 erschienen sind, des Weiteren durch eine Fortschreibung der Wohnbevölkerung, die auf der Grundlage der Volkszählungsergebnisse von 1950 für den Stichtag 31. Dezember 1952 errechnet wurde.
Die Angaben begrenzen sich bei den Gemeinden auf den Zeitraum, in denen sie zu Bayern gehörten. So finden sich beispielsweise Einwohnerzahlen des Regierungsbezirks Pfalz nach 1945 nicht mehr oder für den Landkreis Coburg gibt es keine Angaben vor 1920. Gemeinden, die vor 1858 aufgelöst wurden, werden nicht aufgelistet. Sie werden vielmehr bei den Gemeinden verrechnet, in die sie eingegliedert wurden. Dadurch sind die Einwohnerzahlen dieser Gemeinden eigentlich nicht korrekt. Auf Seite 8 des Werkes sind die in diesem Zeitraum aufgelösten Gemeinden verzeichnet, so dass man durch Subtraktion die eigentliche Einwohnerzahl ermitteln kann.
Die Regierungsbezirke erscheinen in der Reihenfolge Oberbayern, Niederbayern, Pfalz, Oberpfalz, Oberfranken, Mittelfranken, Unterfranken, Schwaben. In den jeweiligen Regierungsbezirken finden sich zuerst die kreisfreien Städte, dann die Landkreise in alphabetischer Reihenfolge, die ihrerseits eine alphabetische Liste der Gemeinden enthalten. Es gibt ggf. zusätzliche Angaben zur Umbenennung von Gemeinden oder deren Umgemeindung mit Angabe des Datums. Sollte eine Gemeinde in einen anderen Landkreis umgegliedert worden sein, so werden die Angaben zur Einwohnerzahl entsprechend dem Umgemeindungsdatum aufgespalten.
Im Nachtrag werden die Änderungen der Gemeindenamen für den Zeitraum vom 1. Januar bis 31. Dezember 1953 berücksichtigt (S. 249), des Weiteren findet sich eine Zusammenfassung der wesentlichen Gebietsänderungen, die im Zeitraum von 1840 bis 1952 in Bayern stattgefunden haben (S. 250–253).
Im alphabetischen Teil (S. 255 ff.) werden die einzelnen Gemeinden mit den jeweiligen Fundstellen im systematischen Teil aufgelistet.

## Ausgabe
- Bayerisches Landesamt für Statistik (Hrsg.): Historisches Gemeindeverzeichnis; Die Einwohnerzahlen der Gemeinden Bayerns in der Zeit von 1840 bis 1952. Heft 192 der Beiträge zur Statistik Bayerns. München 1954, DNB 451478568 (Digitalisat).